# Andaluzia
Andaluzia (spaniolă Andalucía) este o comunitate autonomă spaniolă compusă din provinciile Almería, Cádiz, Córdoba, Granada, Huelva, Jáen, Málaga și Sevilla. Conform statutului de autonomie, capitala regiunii este Sevilla, sediul Juntei. Sediul Tribunalului Superior de Justiție se află totuși în orașul Granada. Andaluzia este amplasată în partea de sud a țării și se învecinează cu Extremadura și Castilia-La Mancha la nord, cu Regiunea Murcia la est, Gibraltar la sud și Portugalia la vest. În plus, la sud și sud-est are ieșire la Marea Mediterană, iar la sud-vest la Oceanul Atlantic.
Comunitatea autonomă a fost formată în 1981. Istoria regiunii Andaluzia este desigur mult mai lungă, regiunea servind secole întregi drept patrie pentru multe popoare precum iberii, romanii, cartaginezii, maurii și evreii. Toate aceste etnii au contribuit la abundența culturală locală, cunoscută internațional și datorită muzicii și dansului flamenco. Astăzi Andaluzia este cea mai populată unitate federativă a Spaniei, având 8,3 milioane de locuitori; cu 87.268 km² de suprafață formează 17,2 % din teritoriul statului.

## Toponimie
Toponimul Andaluzia și etnonimul andaluz au intrat în română prin intermediul formelor corespunzătoare franceze (Andalousie respectiv andalou),, iar acestea provin direct din limba spaniolă, având în această limbă formele Andalucía și andaluz.
Toponimul „Andalucía” s-a introdus în limba castiliană în secolul XIII sub forma „el Andalucía”, în sine o încercare de a fasona adjectivul arab al andalusiya care se referea la al-Andalus, numele purtat de teritoriile de pe Peninsula Iberică aflate sub stăpânire islamică între 711 și 1492, conform regulilor fonetice și ortografice folosite de către locuitorii creștini ai peninsulei. Încercările de a deriva acest toponim de la numele latinesc al acestei regiuni, Vandalia (literar țara vandalilor), nume popular în timpul Renașterii, nu pot fi susținute științific. Este important de observat că „Andalucía” nu s-a referit întotdeauna la teritoriul cunoscut sub acest nume astăzi. În timpul Reconquistei, sensul cuvântului a început să se restrângă totodată cu micșorarea teritoriului controlat direct de arabi, la sfârșitul procesului desemnând numai ultima parte a peninsulei care a fost cucerită, prin aceasta primind semnificația folosită acum.

## Istorie
Cercetările privind prima apariție a omului pe teritoriul andaluz de astăzi nu au dat rezultate exacte, indicând data posibilă în cadrul perioadei dintre 700 000 și 400 000 î.Hr.

## Politică și administrație

### Împărțire administrativă

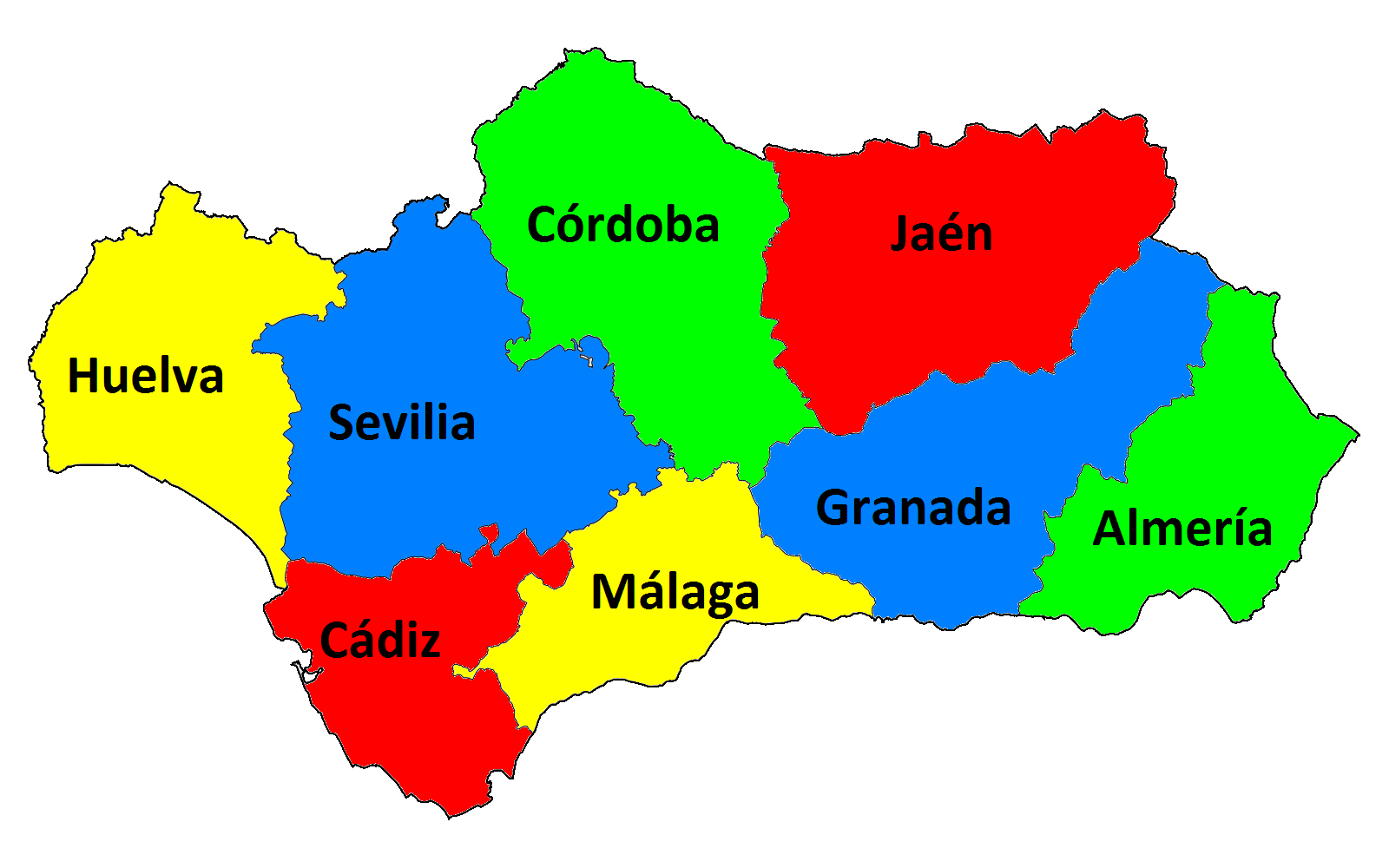
Provinciile Andaluziei

Andaluzia constă din opt provincii, create de către Javier de Burgos prin decretul regal de la 30 noiembrie 1833. Fiecare dintre ele se mai împarte în municipii, al căror număr total este 771. În plus există și unități intermunicipale numite în spaniolă mancomunidad, precum și o formă tradițională de împărțire fără statut juridic, așa-numitele comarcas.
Provinciile Andaluziei:
| Provincie | Reședință | Suprafață (km²) | Populație | Numărul municipalităților |
| --------- | --------- | --------------- | --------- | ------------------------- |
| Almería   | Almería   | 8 774           | 667 635   | 102                       |
| Cádiz     | Cádiz     | 7 436           | 1 220 467 | 44                        |
| Córdoba   | Córdoba   | 13 550          | 798 822   | 75                        |
| Granada   | Granada   | 12 531          | 901 220   | 168                       |
| Huelva    | Huelva    | 10 148          | 507 915   | 79                        |
| Jaén      | Jaén      | 13 489          | 667 438   | 97                        |
| Málaga    | Málaga    | 7 308           | 1 563 261 | 101                       |
| Sevilla   | Sevilla   | 14 042          | 1 875 462 | 105                       |

## Economie

### Agricultura
În agricultura Anduluziei este întîlnită creșterea caprinelor, ovinelor și a bovinelor; culturi de măslini, de grîu, de viță de vie, de fructe citrice, etc.

### Minerit
În Andaluzia sunt extrase minereurile de plumb, cupru, fier, etc.